# ویکتوری (مینیاپولیس)
ویکتوری (به انگلیسی: Victory) یک منطقهٔ مسکونی در ایالات متحده آمریکا است که در مینیاپولیس واقع شده‌است. ویکتوری ۴٬۵۸۰ نفر جمعیت دارد.